# 卡斯韋爾比奇 (北卡羅萊納州)
卡斯韋爾比奇（英語：Caswell Beach）是一個位於美國北卡羅萊納州不倫瑞克縣的城鎮。

## 人口
根據2020年美國人口普查的數據，卡斯韋爾比奇的面積為10.62平方千米，當中陸地面積為7.69平方千米，而水域面積為2.93平方千米。當地共有人口395人，而人口密度為每平方千米37人。